# Eupithecia subapicata
Eupithecia subapicata är en fjärilsart som beskrevs av Achille Guenée 1858. Eupithecia subapicata ingår i släktet Eupithecia och familjen mätare. Inga underarter finns listade i Catalogue of Life.